# Leucania suavis
Leucania suavis là một loài bướm đêm trong họ Noctuidae.